# Grendel
Grendel ist eine monströse Gestalt der frühen angelsächsischen Heldenepik und wird im Beowulf neben Grendels Mutter und dem Drachen als einer der drei Gegenspieler des Helden präsentiert. Das Epos entstand um 700. Es ist im Codex Nowell festgehalten, einer Sammelhandschrift, die sich heute in der British Library befindet.

## Etymologie des Namens

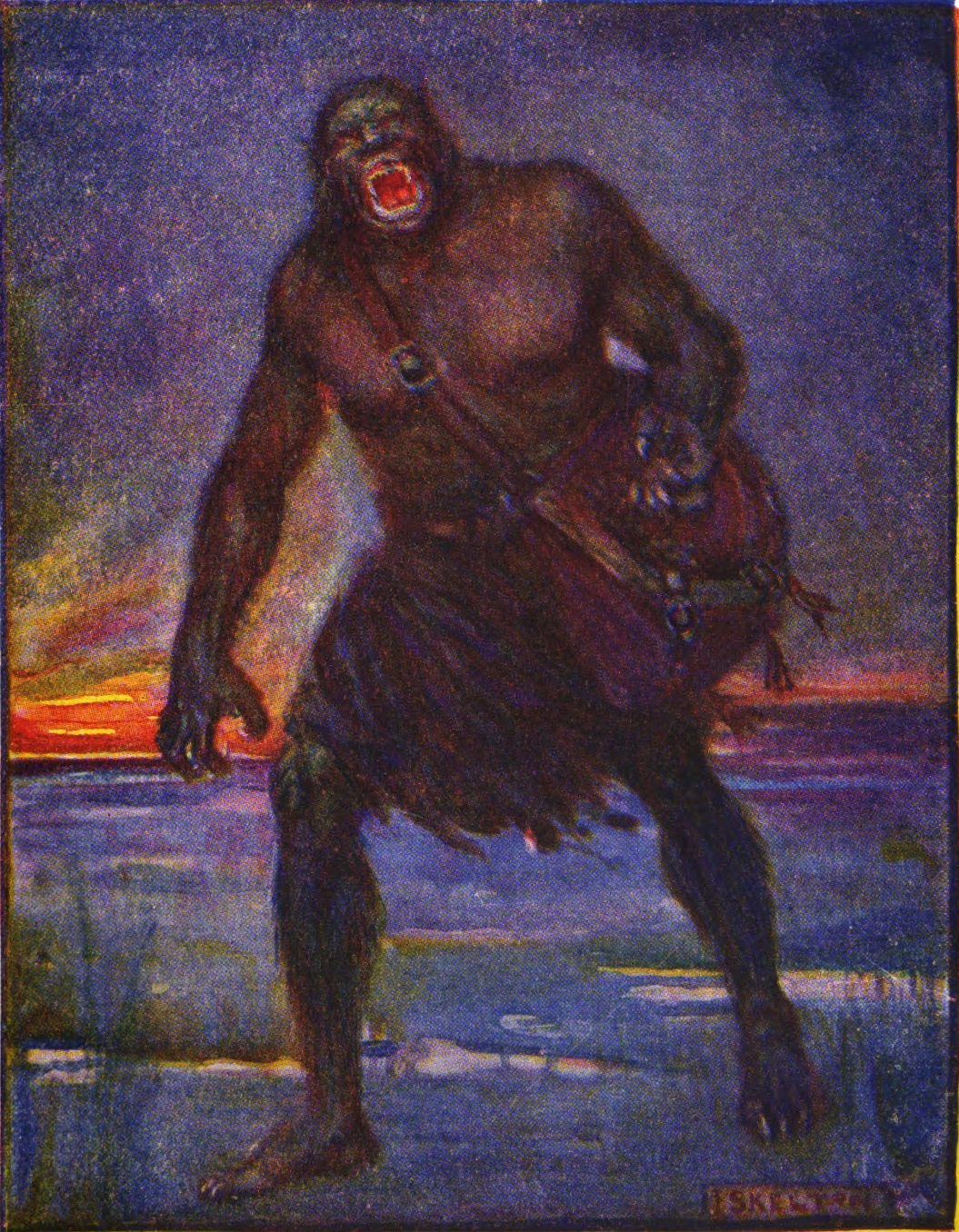
Darstellung des Beowulfschen Grendel nach Henrietta Elizabeth Marschall (1908)

Die Herkunft des Namens „Grendel“ ist nicht abschließend geklärt. Der Eigenname könnte sich auf das altenglische Verb grindan mit der Bedeutung „zermahlen, zermalmen, knirschen, vernichten“ beziehen. Ein weiterer möglicher Zusammenhang könnte zu dem angelsächsischen Wort grund mit der Bedeutung „Grund, Boden“ bestehen, denn Grendels Mutter wird auch grundwyrgen (dt. „verfluchte Unholdin der Tiefe“) genannt. Das Wort grendel bzw. grindel erscheint auch in verschiedenen angelsächsischen Texten in Verbindung mit Seen, Sümpfen und Teichen. Hierzu passt auch das isländische Nomen grandi mit der Bedeutung „Sandbank“. Möglich wäre auch ein Zusammenhang mit dem mittelenglischen Adjektiv gryndel, das mit „ärgerlich“ übersetzt werden kann.

## Grendels Rolle im EposBeowulf
Grendel wird als Unhold mit übermenschlichen Kräften beschrieben, der die Methalle Heorot (Hirschburg) des dänischen Königs Hrothgar seit 12 Jahren heimgesucht, verwüstet und Männer des Königs getötet und gefressen hat. Heorot liegt in der Nähe eines Moores, in dem Grendels Höhle liegt; Grendel fühlt sich von den feiernden Männern Hrothgars belästigt und erträgt nicht die Fröhlichkeit und Musik, die aus der Halle schallt.
Der Titelheld Beowulf aus dem Land der Gauten reist an den Hof von Hrothgar, um diesen im Kampf gegen Grendel beizustehen. Beowulf stellt sich waffenlos dem Kampf mit Grendel und verwundet ihn schwer, indem er ihm den rechten Arm ausreißt. Der Arm wird als Trophäe vor Hrothgars Methalle aufgehängt, während sich Grendel zwar noch in seine Höhle schleppen kann, dort aber an seiner schweren Verletzung stirbt. Grendels Mutter, das Meerweib, versucht daraufhin erfolglos, den Tod ihres Sohnes zu rächen. Sie wird von Beowulf mit einem Schwert erschlagen.
Grendel ist eines von drei Monstern, denen sich der Held Beowulf im Laufe des Epos stellen muss: Zuerst kämpft Beowulf gegen Grendel selbst, dann gegen Grendels Mutter und schließlich, im dritten Teil des Epos, findet der inzwischen gealterte Held im Kampf gegen einen Drachen den Tod.

## Deutung der FigurGrendel
Der Unhold, der Hrothgars Leute 12 Jahre lang peinigt, ist laut Beowulf ein Abkömmling des biblischen Kain, Sohn Adams und Evas, der seinen Bruder Abel aus Eifersucht erschlug (Genesis 4). Kains Name ist im Hebräischen Qayin mit der Bedeutung „Wesen, Kreatur“. Nach der Legende (und auch so im Beowulfepos dargestellt) stammen alle Monster von Kain ab, so auch Grendel (Beowulf, Verse 103–114).
Grendel ist neidisch, verärgert und aufgebracht gegenüber den Menschen, da er wahrscheinlich fühlt, dass Gott diese segnet, er aber davon ausgeschlossen ist, denn als Nachkomme Kains ist er verflucht. Grendel lehnt vor allem Licht, Freude und Musik ab, die er in Hrothgars Methalle Herot vorfindet. Der Lobgesang des Barden „Lied der Schöpfung“ (Verse 90–98) bringt ihn auf, da es von der Schönheit und dem Licht der göttlichen Schöpfung berichtet.
J.R.R. Tolkien wies in seinem Vortrag Beowulf: Die Ungeheuer und ihre Kritiker darauf hin, dass im Beowulf und speziell in der Beschreibung des Ungeheuers Grendel christliche Tradition und angelsächsische, heidnische Mythologie durch den Autor bewusst miteinander verknüpft werden. Einerseits werde durch die biblische Anspielung auf Kain Grendel in der christlichen Tradition verankert. Andererseits sei der biblische Kain mit eotenas (altenglisch für „Riese“) und ylfe (altenglisch für „Elfe“) aus der älteren Mythologie verwandt.
Der Dichter des Beowulf bedenkt Grendel mit einer Vielzahl von Namen, die nach Tolkien Rückschlüsse auf Grendels Natur und Aussehen zulassen: Neben der Beschreibung Grendels als Riesen und Abkömmling von Kain nennt der Dichter Grendel auch fyrena hyrde (dt. „Sündenhirte“). Grendel ist also nicht nur als Abkömmling Kains von Gott verflucht, sondern er selbst ist sündig. An anderen Stellen des Beowulfepos werden Grendel und seine Mutter deofla und wergan gastes (dt. „Teufel“ oder „Satan“, Vers 133 und 1680) genannt. Auch wenn Grendel mit einem Teufel verglichen wird, ist damit nicht ein körperloses Wesen gemeint, denn Grendel kann verletzt und getötet werden. Tolkien schließt in seiner Analyse von Grendels Beschreibungen, dass Grendel trotz dieser Zuschreibungen als „teuflisch“ in erster Linie ein Troll bleibe.

## Rezeption in der Populärkultur
Grendel ist die Hauptfigur von John Gardners Roman Grendel von 1971. Zahlreiche Filme haben den Beowulf-Stoff verarbeitet. In einigen spielt Grendel die Haupt- oder Titelrolle:  Beowulf & Grendel (2005) von Sturla Gunnarsson mit Gerard Butler in der Hauptrolle und der Fantasyfilm Grendel (2007) von Nick Lyon. Der Animationsfilm Grendel Grendel Grendel basiert auf dem Roman Grendel von John Gardner.

### Textausgaben desBeowulf
- Michael Alexander (Hrsg.): Beowulf: A Glossed Text. Penguin Classics, London 2006 (Reprint), ISBN 978-0-14-043377-7. (englische Ausgabe)
- Beowulf: Ein altenglisches Heldenepos. Übersetzt und herausgegeben von Martin Lehnert. Reclam, Stuttgart 2004, ISBN 3-15-018303-0. (deutsche Übersetzung)

### Sekundärliteratur
- Sonya R. Jensen: Beowulf and the Monsters. Sydney 1998.
- Rudolf Simek: Lexikon der germanischen Mythologie (= Kröners Taschenausgabe. Band 368). Kröner, Stuttgart 1984, ISBN 3-520-36801-3.
- J.R.R. Tolkien: Beowulf: Die Ungeheuer und ihre Kritiker. In: J.R.R. Tolkien: Gute Drachen sind rar. Klett-Cotta, Stuttgart 2002, ISBN 3-608-93064-7, S. 141–214.